# La Fassina (Guissona)
La Fassina és una obra de Guissona (Segarra) inclosa a l'Inventari del Patrimoni Arquitectònic de Catalunya.

## Descripció
Edifici de planta rectangular construït amb pedra i maons que feia la funció de fassina, edifici destinat a la destil·lació d'alcohol. Està ubicat al carrer del Tint i les seves façanes laterals formen part del tancament de la plaça del Vell-Plà i del jaciment arqueològic de Iesso. La façana principal presenta tres cossos verticals dividits per pilastres de pedra, i tres cossos horitzontals dividits per línies d'imposta.
La planta baixa presenta tres obertures amb arc escarser, la central més gran que les laterals i sembla que temps enrere era una porta, encara que avui s'hagi convertit amb una finestra de grans dimensions. A banda i banda dues finestres amb arc de mig punt i motllura de maons. Al primer pis quatre finestres d'arc de mig punt amb motllura de maons, dues al cos centrals i les altres dues als cossos laterals. Sota d'aquestes encara es pot llegir "ALCOHO VINO". L'edifici es corona amb un frontó triangular al centre i una cornisa inclinada als cossos laterals. Al darrere podem veure un pis de construcció moderna. La façana que mira a la ciutat de Iesso alterna finestres d'arc rebaixat i d'arc de mig punt a la planta baixa, mentre que a la segona planta totes les finestres són d'arc de mig punt amb ampit.
La façana de la plaça del Vell-Plà presenta pilastres de maó que la divideixen en set cossos verticals i al centre un frontó rectangular també de maó. Les finestres d'aquesta façana alternen l'arc de mig punt amb l'arc rebaixat i totes tenen ampit. En un dels extrems de la façana s'aixeca una torre de planta quadrangular amb dos pisos de finestres d'arc de mig punt i coberta a quatre aigües. Tot l'edifici està construït amb carreus irregulars de pedra i maó com a element decoratiu, creant així un cromatisme en les façanes.

## Història
Aquest edifici era propietat de la família Mercader. Originàriament s'hi produïa vi, després va passar a servir de magatzem i finalment ha passat a mans de l'Ajuntament i funciona com a casal d'avis.